# Argyris Pedoulakis
Argyris Pedoulakis (griechisch Αργύρης Πεδουλάκης, * 26. Mai 1964 in Athen, Griechenland) ist ein ehemaliger griechischer Basketballspieler und Trainer.

## Spielerkarriere
Seine Karriere begann Pedoulakis 1977 bei GS Peristeri. 1983 schaffte er mit dem Verein den Aufstieg in die erste Liga. 1986 wechselte er zu Panathinaikos Athen, wo er für vier Saisons unter Vertrag stand, ehe er 1993 wieder zu Peristeri zurückkehrte und zwei Jahre später 1995 seine aktive Laufbahn als Spieler beendete.
Sein Debüt bei der griechischen Nationalmannschaft gab Pedoulakis am 6. Mai 1986 bei einem Freundschaftsspiel gegen die Tschechoslowakei. Beim 113:93-Sieg erzielte er 7 Punkte. Mit Griechenland nahm Pedoulakis an der Basketball-Weltmeisterschaft 1986 in Spanien teil. Sein letztes von insgesamt 17 Länderspielen gab er am 20. Mai 1987, als er mit Griechenland beim Akropolis-Turnier den zweiten Platz erreichen konnte.

## Trainerkarriere
Seine Karriere als Trainer begann Pedoulakis 1995 direkt im Anschluss an seine Spielerkarriere bei seinem Verein Peristeri, wo er an der Seite des Serben Dragan Sakota die Position des Co-Trainers einnahm. 1997 übernahm er schließlich die Position des Chef-Trainers und blieb für vier Spielzeiten bis 1997 bei Peristeri Athen. In diesem Zeitraum erreichte er zwei Mal den dritten Platz in der A1 Ethniki (2001 und 2003) und nahm mit Peristeri 2000 und 2001 an der neu gegründeten EuroLeague teil. 2004 erreichte er mit Peristeri das Final Four Turnier um den griechischen Vereinspokal und belegte dort den dritten Platz. Im Sommer des gleichen Jahres übernahm Pedoulakis das Traineramt bei Makedonikos. Mit Makedonikos nahm er am ULEB Eurocup teil und führte die Mannschaft bis ins Finale des Wettbewerbs, in welchem der Verein sich knapp mit einer 74:78-Niederlage Lietuvos rytas aus Litauen geschlagen geben musste. In den darauf folgenden Jahren übernahm Pedoulakis für eine Reihe von Vereinen das Traineramt, ehe er 2010 wieder zu Peristeri zurückkehrte. 2012 wechselte er zu Panathinaikos Athen, wo er die Nachfolge von Željko Obradović antrat. Mit Panathinaikos gewann Pedoulakis neben der griechischen Meisterschaft auch zwei Mal den Vereinspokal, ehe sein Vertrag im März 2014 aufgelöst wurde.

## Erfolge als Trainer
- Griechischer Meister: 2013
- Griechischer Pokalsieger: 2013, 2014

## Auszeichnungen
- Trainer des Jahres (Griechenland): 2001, 2003, 2013